# Duopasta
Duopasta is een smeerbaar broodbeleg dat bestaat uit een mengsel van twee soorten chocoladepasta of hazelnootpasta. Veelal wordt er in de pot een crèmekleurige pasta van witte chocolade bijgemengd, zodat er twee kleuren in zitten. Om te voorkomen dat de twee kleuren pasta met elkaar mengen, moet de viscositeit van beide soorten pasta precies gelijk zijn.